# Тарасов, Денис Евгеньевич
Дени́с Евге́ньевич Тара́сов (род. 31 июля 1993 года, Энгельс, Саратовская область, Россия) — российский пловец — паралимпиец. Чемпион и многократный призёр летних Паралимпийских игр, многократный чемпион мира и Европы, заслуженный мастер спорта России по плаванию среди спортсменов с поражением опорно-двигательного аппарата.

## Биография
Денис Евгеньевич Тарасов родился 31 июля 1993 года в Саратовской области в городе Энгельсе. Денис  с диагнозом ДЦП  рос в спортивной семье: его отец Евгений Тарасов — боксёр, а его старший брат — пловец, кандидат в мастера спорта. Заниматься плаванием в детско-юношескую спортивно-адаптивную школу «Реабилитация и Физкультура» министерства социального развития Саратовской области его привела его бабушка, когда ему было 12 лет, для того чтобы поправить здоровье Дениса. Первый тренер — Светлана Борисовская. С 2011 года — член Паралимпийской сборной России по плаванию. На Паралимпиаде 2012 в Лондоне выиграл звание чемпиона Паралимпийских игр, 3 серебра и одну бронзу, а также установил мировой рекорд на дистанции 50 метров вольным стилем. За это был удостоен звания заслуженный мастер спорта России и ордена Дружбы. На чемпионате мира по плаванию 2013 дважды выиграл звание чемпиона мира, 3 серебра и две бронзы.

## Награды
- Орден Дружбы (10 сентября 2012 года) — за большой вклад в развитие физической культуры и спорта, высокие спортивные достижения на XIV Паралимпийских летних играх 2012 года в городе Лондоне (Великобритания)[1].
- Почётная грамота Президента Российской Федерации (19 сентября 2016 года) — за большой вклад в развитие физической культуры и спорта, высокие спортивные достижения.[2].
- Заслуженный мастер спорта России (2012).
- Орден Почёта (11 сентября 2021 года) — за большой вклад в развитие отечественного спорта, волю к победе, стойкость и целеустремленность, проявленные на XVI Паралимпийских летних играх 2021 года в городе Токио (Япония) [3].